# Округ Нојштат на Ајшу-Бад Виндсхајм
Округ Нојштат на Ајшу-Бад Виндсхајм је округ на северозападу немачке државе Баварске. Округ припада средњој Франконији. 
Површина округа је 1.267,4 km². Крајем 2007. имао је 99.106 становника. Има 38 насеља, од којих је седиште управе у месту  Нојштат на Ајшу. 
Округ је настао 1972. спајањем округа Нојштат на Ајшу, Уфенхајм и Шајнфелд. Територију чине шумовита брда која су део два заштићена парка природе. 